# Léproserie d'Itapuã

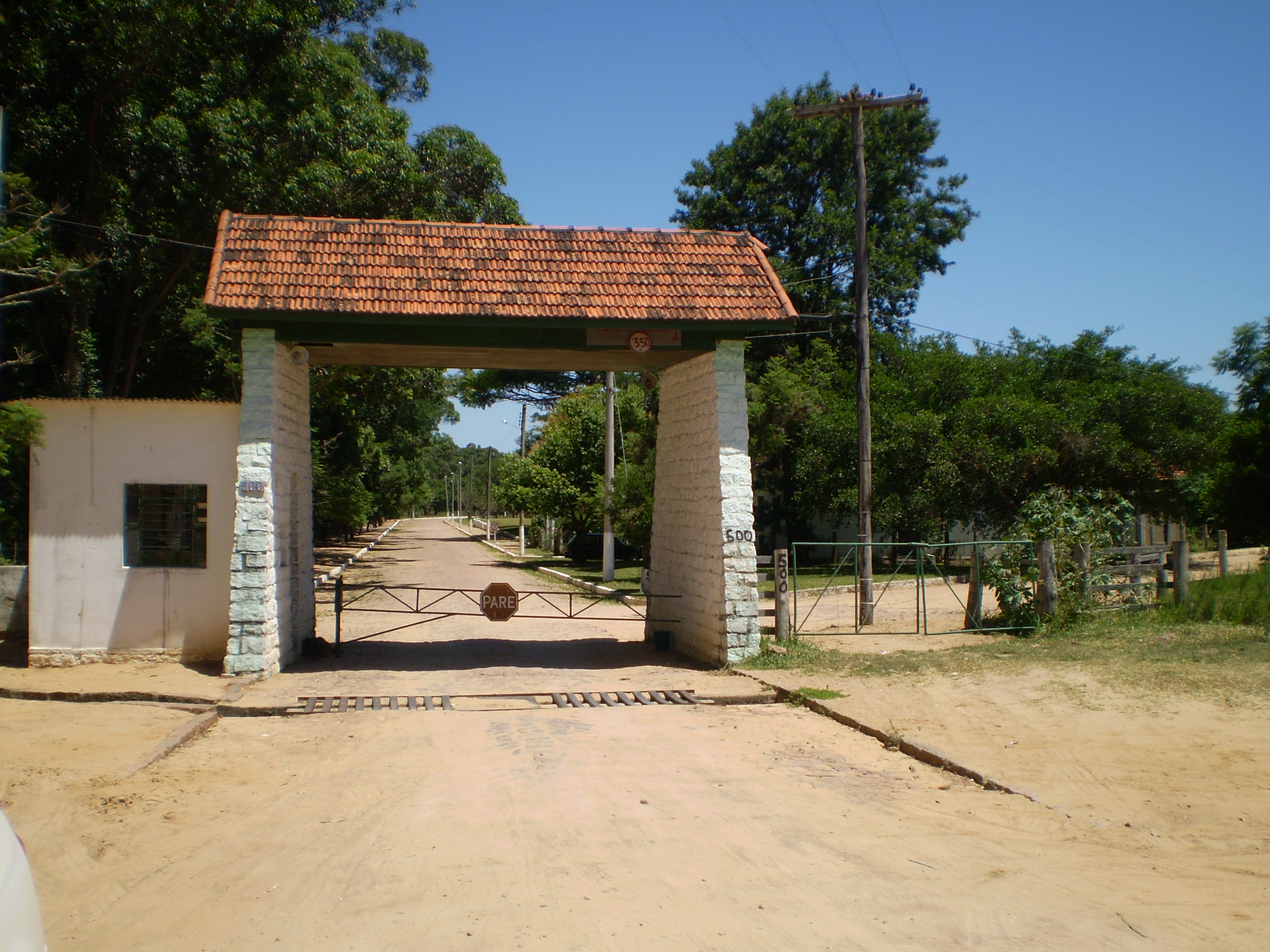
Entrée de l'hôpital d'Itapuã, fin de la RS-118.

L'hôpital de la Léproserie d'Itapuã, ouvert le 11 mai 1940, est situé sur une aire de 1251 ha, à 58 km de Porto Alegre, sur le territoire de la municipalité de Viamão. C'était le principal centre de soins de la lèpre de l'État du Rio Grande do Sul, qui a reçu, au cours de son histoire, 1 454 patients originaires de tout l'État. Sa construction répondait à la politique de l'époque au Brésil qui consistait à isoler les personnes atteintes de maladies contagieuses telles que la lèpre ou la tuberculose.
Les progrès dans le traitement de la lèpre, dans les années 60, mirent fin aux internements forcés et permirent la sortie de nombreux malades qui purent dès lors retourner dans leurs familles ou s'installer dans des lieux où ils ne seraient pas reconnus comme d'ex-lépreux. Plusieurs personnes revinrent cependant à l'hôpital du fait de leur incapacité à se réinsérer dans la société, après tant d'années d'isolement, ce qui maintint un peuplement particulier sur la zone.
Le 7 juillet 1972, un Centre agricole de réinsertion fut installé dans les parties délaissées de la structure pour accueillir 180 patients atteints de maladies mentales - transférés de l'hôpital psychiatrique São Pedro - originaires de régions rurales, et leur permettre une réadaptation sociale par le travail agricole.
Aujourd'hui, l'Hôpital-Colonie Itapuã compte environ 122 résidents - 82 avec des problèmes mentaux et 47 ex-lépreux - qui sont assistés sur le plan de l'hébergement, mais reçoivent aussi les bénéfices d'une politique qui vise à leur réintégration sociale. L'hôpital assure aussi les soins de la communauté résidente des environs - du district de Vila de Itapuã et du reste de la commune de Viamão - soit environ 7 500 personnes.
On y accède par la RS-118.

## Source
- (pt) Segregar para curar? A experiência do Hospital Colônia Itapuã.